# イラン・ロシア包括的戦略パートナーシップ条約
イラン・ロシア包括的戦略パートナーシップ条約（イラン・ロシアほうかつてきせんりゃくパートナーシップじょうやく、ロシア語:Договор о всеобъемлющем стратегическом партнёрстве между Россией и Ираном、ペルシャ語:توافق جامع راهبردی ایران و روسیه、英語:Iranian–Russian Treaty on Comprehensive Strategic Partnership）はイランの大統領マスウード・ペゼシュキヤーンとウラジーミル・プーチンにより署名された条約でエネルギー分野の協力、経済協力、米国による制裁の影響緩和、政治的および軍事的な協力関係の強化を目的としている。

## 概要
47条からなる条約は20年毎に自動更新される。テロや組織犯罪対策、マネーロンダリング、サイバーセキュリティ、金融、流通、文化交流、地域協力、環境問題への対応などさまざまな分野を包括している。
ウクライナ侵攻のため厳しい経済制裁を受けているロシアと、かねてより制裁を受けているイランが手を結び経済制裁に対抗する条項(19条)が盛り込まれている。
北朝鮮との包括的戦略パートナーシップ条約とは異なり軍事同盟として共に戦う条項は無く、3条は敵にはならないという中立条約ではあるものの軍事協力は盛り込まれており(5条)、イランが攻撃されれば常任理事国のロシアが国連その他の場でイラン支持に回る(3条)、原子力の平和的利用の協力だとしてイランの核開発が進む可能性がある(23条)。

## 条文
参考訳はイラン政府公開の英語文書に基づく。
前文
1921年2月26日のペルシャとロシア社会主義連邦ソビエト共和国との間の条約、1940年3月25日のイランとソビエト社会主義共和国連邦との間の通商航海条約、2001年3月12日のイラン・イスラム共和国とロシア連邦との間の相互関係と協力の基本原則条約、そして両国が締結してきた基本条約(複数)が二国間関係の確固たる法的基盤の礎となったことを強調し、
以下のように合意をした：
3条
3. 条約締結国のどちらかが侵略の対象となった場合は、他方の国は侵略国に対し軍事的その他、侵略継続に利するいかなる支援も行ってはならず、生じた対立が国連憲章や他の適用可能な国際条約により解決する事を支援する。
5条
2. 両国の軍事協力は広範囲な項目に及び、軍事および専門家の代表の相互派遣、両国の軍艦および艦艇の相手国への寄港、兵員の訓練、士官候補生および教官の交換研修、両国の合意に基づき両国にて開催の国際防衛展示会への出展、共同スポーツ競技会、文化およびその他のイベント、海洋での共同救出救助訓練と海賊および武装強盗への対処。
3. 両国は互いに密接に連携を取り合意に基づいて両国の領土内外で共同軍事演習を実施する際に一般的に適用される国際法で認められた規則を考慮する。
12条
両国はカスピ海地域、中央アジア、南コーカサス、そして中東における平和と安全の強化を促進し、これら地域への干渉や第三国のプレゼンスによる不安定化を防ぐために協力し、また世界の他の地域の状況についても意見交換する。
23条
両国は原子力エネルギー施設の建設を含む原子力の平和的利用の分野で共同プロジェクトの実施により長期的で双方に有益な関係を促進する。
47条
本条約は、前文と47条からなり、モスクワ市にてヒジュラ暦1403年12月28日、すなわち2025年1月17日に締結され、原本は各2通がペルシア語、ロシア語、英語によって作成され、すべての文書は同等で正式なものである。
本条約の解釈または実施に関して意見の相違がある場合は、英語の文書が使用されるものとする。

## カスピ海権益
条約締結前から制裁逃れで両国の貿易や武器供給に利用されていたカスピ海ルートであるが
条約の12,13条でカスピ海地域を両国の勢力範囲とする方針に関して取り決められた。

## 反応
ル・モンドは「原子力の平和的利用とあるが、軍用が主な動機である事を疑う余地は少ないであろう」と論じた。

## 影響

### イランの軍備増強
ロシアは過去にイランにS-300防空ミサイルシステムを提供していたが、原子力施設その他を防衛するためS-400等のより先進的なシステムに関心を示している。

条約締結後、革命防衛隊の高官はイランがロシア製のSu-35戦闘機を購入した事を初めて公に認めた。なお機数および既にイラン国内に納入済かは明らかにしなかった。購入後にイランはイスラエルに「愚かな行動はするな」と警告した。

### イスラエルの反応
ロシアを過度に刺激しないように注意を払ってきたイスラエルであるが、退役したパトリオット90発を米国に返還し、それらはポーランド経由でウクライナに移送された。

ロシアが宿敵イランの味方になったため、イスラエルはシリアおよびレバノンのヒズボラを制圧して鹵獲した、旧ソ連／ロシア製が多くを占める武器をウクライナに送ることを検討している。